# Euopius albipalpus
Euopius albipalpus är en stekelart som först beskrevs av Fischer 1965.  Euopius albipalpus ingår i släktet Euopius och familjen bracksteklar. Inga underarter finns listade i Catalogue of Life.